# Asaltul Capitoliului Statelor Unite ale Americii 2021
La 6 ianuarie 2021, o mulțime de protestatari care-l sprijineau pe președintele Statelor Unite, Donald Trump, au luat cu asalt Capitoliul Statelor Unite, încălcând securitatea și ocupând părți ale clădirii timp de câteva ore. Revoltele au fost provocate de comentariile făcute de Trump la un miting anterior. Asaltul a perturbat o sesiune comună a Congresului pentru a număra votul Colegiului Electoral și a certifica victoria lui Joe Biden în alegerile prezidențiale din 2020 și a condus la evacuări și blocaje ale clădirii.
După câteva săptămâni de afirmații false ale lui Trump cu privire la frauda electorală, mii din susținătorii săi s-au adunat la Washington, DC în 5 și 6 ianuarie pentru a protesta împotriva rezultatelor alegerilor și pentru a cere vicepreședintelui Mike Pence și Congresului să respingă victoria lui Biden. În dimineața zilei de 6 ianuarie, protestatarii s-au adunat la mitingul „Save America” pe The Ellipse, unde președintele Trump, Donald Trump Jr., Rudy Giuliani și mai mulți membri ai Congresului s-au adresat mulțimii. Trump și-a încurajat susținătorii să „lupte din răsputeri” pentru a „ne lua țara înapoi” și a merge spre Capitoliul SUA.